# Füzesabony
Füzesabony è una città di 8.088 abitanti situata nella contea di Heves, nell'Ungheria settentrionale.